# Parafia św. Anny w Bytomiu
Parafia Świętej Anny w Bytomiu – parafia metropolii katowickiej, diecezji gliwickiej, dekanatu bytomskiego Kościoła katolickiego obrządku łacińskiego. Parafia powstała w 1986.